# Platone (comico)
Platone Comico (in greco antico: Πλάτων?, Plátōn; indicato come Comico per distinguerlo da Platone filosofo; Atene, V secolo a.C. – Atene, IV secolo a.C.) è stato un commediografo greco antico.

## Biografia
Fiorì ad Atene tra la fine del V e l'inizio del IV secolo a.C. e fu contemporaneo di vari commediografi, tra cui Aristofane, Eupoli e Frinico. Sappiamo che conseguì la sua prima vittoria alle Grandi Dionisie intorno al 410 a.C.
Alcune fonti riferiscono che, spinto dal bisogno, abbia venduto ad altri autori le sue commedie, ma tale notizia sembra frutto di autoschediasma.
L'ipotesi che Platone Comico e Platone Filosofo, l'allievo di Socrate e il maestro di Aristotele, siano la stessa persona, è stata formulata da Ida Soldini in un articolo che si basa su una citazione dell'Alcibiade I. Olimpiodoro d'Alessandria afferma infatti che in questo passo Platone cita il Comico.

## Opere
Nessuna delle sue commedie si è conservata, ma restano alcuni titoli e circa trecento frammenti. Il lessico Suida riporta trenta titoli:
| - Adone - Le donne di ritorno dai riti - I grifoni - Dedalo - Le feste - Grecia, o le isole - Europa - Zeus maltrattato - Io - Cleofone | - Laio - Gli Spartani, o i poeti - Gli stranieri residenti - Le formiche - Il pazzo - Menelao - Le vittorie - La lunga notte - I cardatori, o i Cercopi - Il sofferente | - Il poeta - Pisandro - Gli ambasciatori - Il bambino - I sofisti - L'alleanza - I costumi degli attori - Sirface - Iperbolo - Faone |  |

Ateneo fornisce altri titoli non menzionati da Suida: L'imbroglione, L'omicida, I vecchi, L'uomo infelicissimo. 
Altri titoli, infine, sono raccolti nella Bibliotheca graeca di Fabricius.